# Úhořovití
Úhořovití (Anguillidae) je čeleď ryb z řádu holobřichých tvořená jediným rodem úhoř (Anguilla). Všichni zástupci této čeledi se vyznačují dlouhým hadovitým tělem. Břišní ploutve jim chybějí. Značnou část života tráví úhoři ve sladkých vodách, ale ke tření dochází zpravidla v moři.

## Druhy
Rod je tvořen 16 druhy, obývajícími různá místa země.
- úhoř říční (Anguilla anguilla)
- úhoř australský (Anguilla australis)
- úhoř indický (Anguilla bengalensis)
- úhoř dvoubarevný (Anguilla bicolor)
- úhoř celebský (Anguilla celebesensis)
- úhoř novozélandský (Anguilla dieffenbachii)
- úhoř novoguinejský (Anguilla interioris)
- úhoř japonský (Anguilla japonica)
- úhoř bornejský (Anguilla malgumora)
- úhoř mramorovaný (Anguilla marmorata)
- úhoř polynéský (Anguilla megastoma)
- úhoř mosambický (Anguilla mossambica)
- úhoř indooceánský (Anguilla nebulosa)
- úhoř tichooceánský (Anguilla obscura)
- úhoř Reinhardtův (Anguilla reinhardtii)
- úhoř americký (Anguilla rostrata)

## Použitá literatura
- České názvy živočichů